# Дерворгила Галлоуэйская

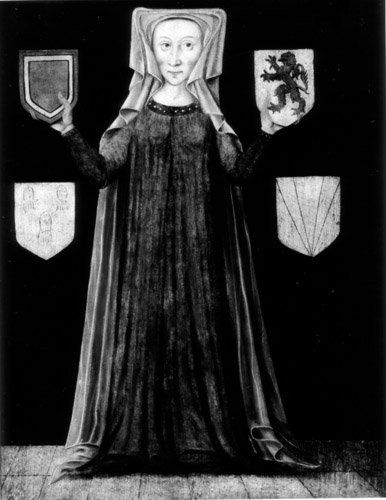

Дерворгила Галлоуэйская (англ. Dervorguilla of Galloway, фр. Derborgail de Galloway; 1210 — 28 января 1290) — шотландо-гэльская аристократка, одна из богатейших женщин Британии XIII века. Мать короля Шотландии Иоанна I.

## Происхождение
Дерворгила родилась в одной из знатнейших шотландских семей, её отцом был гэльский принц, Алан, граф Галлоуэя, матерью — вторая жена Алана, Маргарита Хантингтонская. Имя Дерворгила (или Деворгилла) является латинизированной формой от гэльской формы Dearbhfhorghaill (или Derborgaill, Dearbhorghil). По материнской линии Дерворгила происходила от шотландского короля Давида I — она была внучкой Давида Шотландского, 8-го графа Хантингтонского, который сам был внуком короля Давида по отцовской линии, и Мод Честерской, и приходилась близкой родственницей шотландским королям Малкольму IV и Уильяму Льву.

## Биография
В 1223 году Дерворгила выходит замуж за Джона Балиолла, 5-го барона Баллиола. К моменту этой свадьбы феодальное семейство Балиоллов проживало в замке Барнард на севере Англии, в графстве Дарем. В 1234 году её отец, вместе со своим единственным законным сыном, умирает (граф Алан имел также внебрачного сына, Томаса). В результате Дерворгила, совместно со своими старшими сёстрами, Элен и Кристиной, становится его наследницей (в отличие от Англии, в гэльской Шотландии законы майората редко применялись). Ей достались земли в Галлоуэе, которые присоединились к фамильным владениям Баллиол и Комин. В 1263 году барон Джон в результате разрешения земельного спора с епископом Дарема Уолтером Киркхэмом, часть вырученных средств вложил в открытие колледжа для бедных в Оксфордском университете. Так как это пожертвование оказалось весьма весомым материально, его воплощение переняла также и супруга Джона, Дерворгила. После смерти своего супруга, Дервогила ещё длительное время практически руководила этим учебным заведением, финансируя его и разработав его устав и создав управленческую иерархию. В результате колледж до сих пор носит имя основателя (Колледж Баллиола). Дерворгила также была основательницей в апреле 1273 года цистерцианского аббатства в юго-западной Шотландии, в 7 милях южнее Дамфриса. Сохранились его стены из красного песчаника.
После смерти сэра Джона Баллиола в 1269 году его жена приказала забальзамировать его сердце и хранила его в ларце из слоновой кости, украшенной серебром. Эта реликвия хранилась у Дерворгилы до конца её жизни и сопровождала её во всех её поездках. В 1274—1288 годах она была активной участницей ряда судебно-имущественных процессов в Англии и Шотландии, оспаривая земли, рыбные угодья либо денежные суммы у различных светских и духовных феодалов обоих государств (в 1274-75 — иск к ней Джона де Фолксуорта, в 1275-76 — Роберта де Феррерса, в 1280—1281 — Лоуренса Дуке, в 1288 году — тяжба с Джоном, аббатом Рамси, и многие другие).

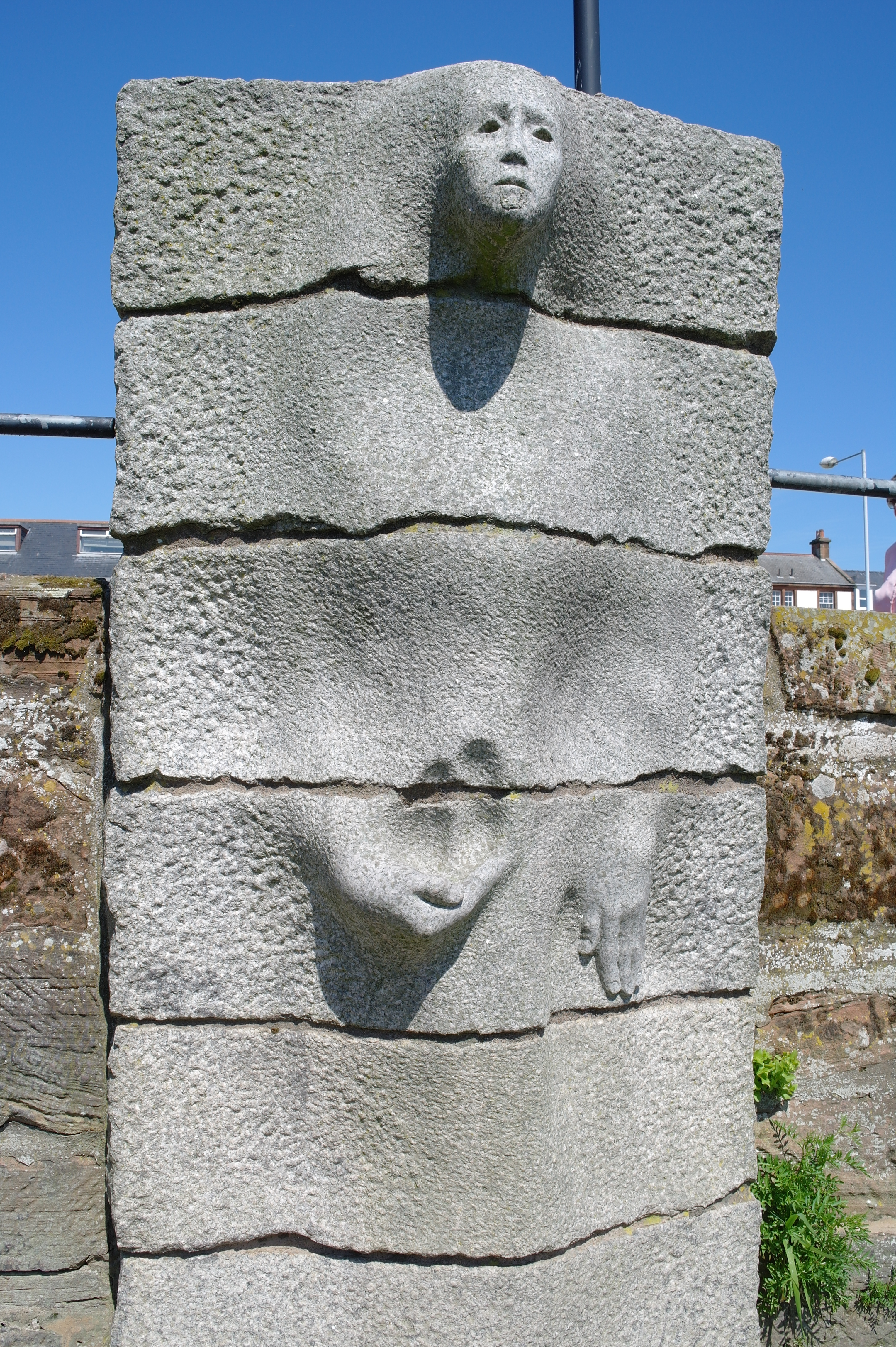
Памятник Дерворгиле Галлоуэйской на реке Нит

В последние годы жизни Дерворгилы политическую жизнь в Шотландии омрачала проблема с престолонаследием — в отсутствие прямого мужского наследника престола. Баронесса скончалась до того, как принцесса Маргарита была провозглашена наследницей шотландской короны. Дерворгила похоронена рядом с её мужем, сэром Джоном Баллиолом, в шотландском аббатстве Свитхерт (Sweetheart Abbey — аббатство Нежных сердец).

## Потомки
Муж: с 1233 Джон I де Баллиол (ум. 1268), сын Хью I де Баллиола и Сесилии де Фонтене. Дети:
- сэр Хью Баллиол (ок. 1237/1240 — до 10 апреля 1271), 6-й барон Боуэлл с 1268
- Алан Баллиол (ум. 1271/1278), 7-й барон Боуэлл с 1271
- Александр Баллиол (ум. до 13 ноября 1278)
- Джон (II) Баллиол (ок. 1250 — 4 марта 1314/4 января 1315), 8-й барон Баллиол с 1271/1278, король Шотландии (Иоанн I) в 1292—1296
- Сесилия Баллиол (ум. до 10 апреля 1273); муж: Джон де Бург и Уэкерли (ум. до 3 марта 1279)
- Ада Баллиол (ум. после 27 декабря 1283); муж: с 15 мая 1266 Уильям Линдси из Лэмбертона (1250—1283)
- Алиенора (Мари, Марджори) Баллиол; муж: Джон Комин «Чёрный» из Баденоха (ум. 1302)